# 金日煥
金日煥（キム・イルファン、김일환、きん にっかん、1956年4月28日 - ）は、韓国の囲碁棋士。慶尚南道蔚山市(現･蔚山広域市)出身、韓国棋院所属、九段。マキシムコーヒー杯入神連勝最強戦準優勝、など。

## 経歴
1974年初段。1983年五段。1985-87年名人戦リーグ入り。1986年新王戦ベスト8。1987年六段。1989-91年名人戦リーグ入り。1989年、90年東洋証券杯世界選手権戦出場。1990年新王戦ベスト8。1992年七段。1996年八段。1998年九段。1999年名人戦リーグ入り。2002年入神連勝最強戦で決勝に進出、劉昌赫に0-2で敗れ準優勝。2004年ジャックフィールド杯プロシニア棋戦準優勝。2007年電子ランド杯王中王戦ベスト4。2008年王中王戦ベスト8。2009年三星火災杯世界囲碁マスターズ出場。2010年BCカード杯世界囲碁選手権出場、2回戦で朴廷桓に敗れる、同年大舟杯プロシニア最強者戦ベスト8。2012年BCカード杯出場。2014年シニア国手戦準優勝、シニア棋王戦ベスト4。2015年シニア国棋戦ベスト4、シニア王中王戦ベスト4。2016年シニアリーグ戦に富川市チームで出場。